# FIL-Sommerrodel-Cup 2020
Der FIL-Sommerrodel-Cup 2020 sollte als 28. Auflage des von der Fédération Internationale de Luge de Course veranstalteten Sommerrodel-Cups am 4. und 5. September 2020 auf der Rennschlittenbahn „Wolfram Fiedler“ in Ilmenau ausgetragen werden. Es waren Wettbewerbe in den Altersklassen Elite/Junioren und Jugend A vorgesehen.
Anfang September 2020 musste die Veranstaltung aufgrund der COVID-19-Pandemie abgesagt werden. Der ausrichtende Rodelclub Ilmenau gab als Gründe für die Absage an, dass die „die Umsetzung der notwendigen Hygienevorschriften als auch die Gesamtveranstaltung unter den aktuell gültigen Auflagen nicht ohne weiteres durchführbar“ sei und „zahlreiche Sportfreunde anderer Nationen gar nicht an dem diesjährigen Event teilnehmen“ könnten, da internationale Starter aufgrund geltender Verordnungen nicht zugelassen seien.

## Titelverteidiger
Beim FIL-Sommerrodel-Cup im September 2019 siegten Johannes Ludwig und Jessica Degenhardt in der Altersklasse Elite/Junioren sowie Jonas Zander und Pauline Patz in der Altersklasse Jugend A.

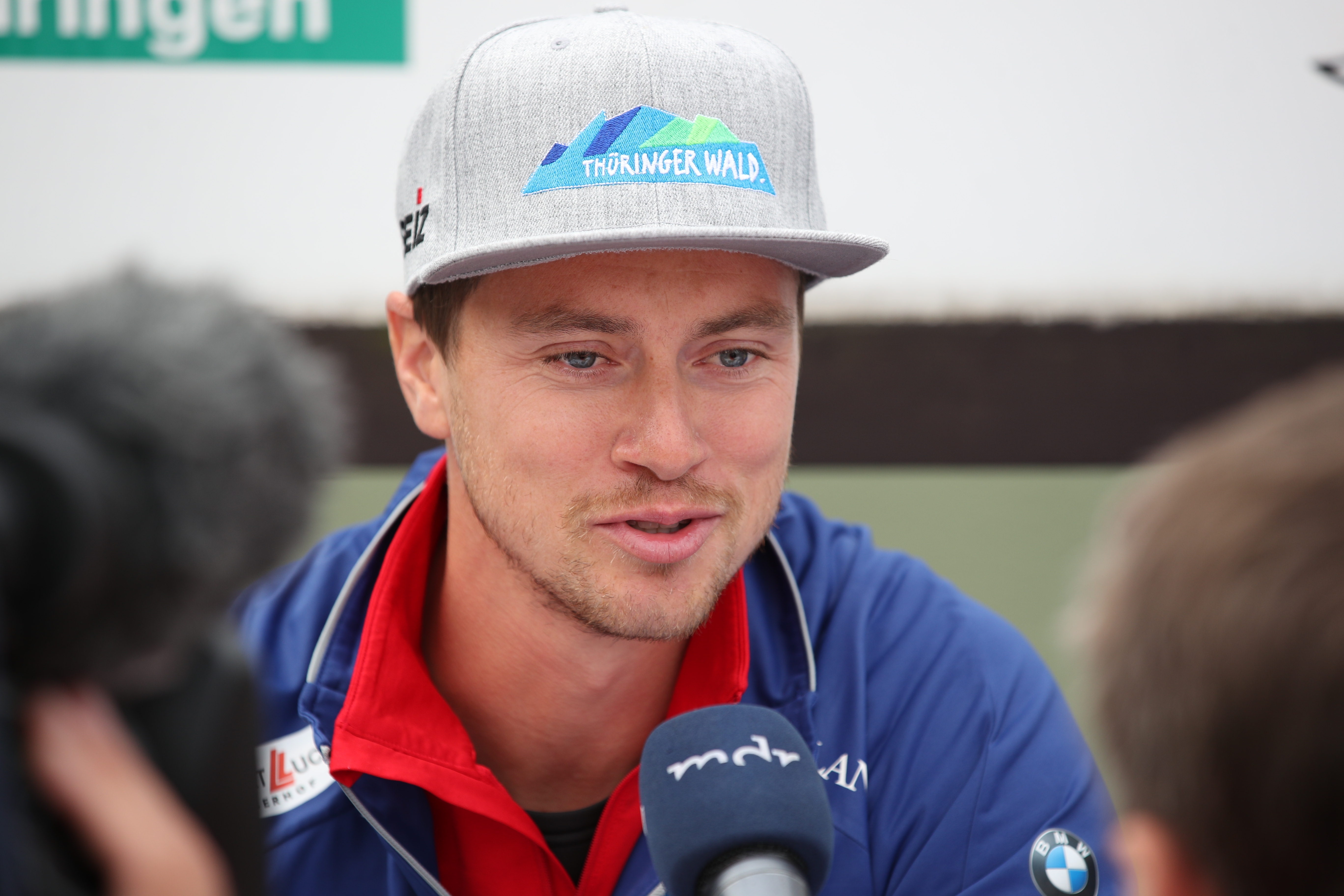
Johannes Ludwig
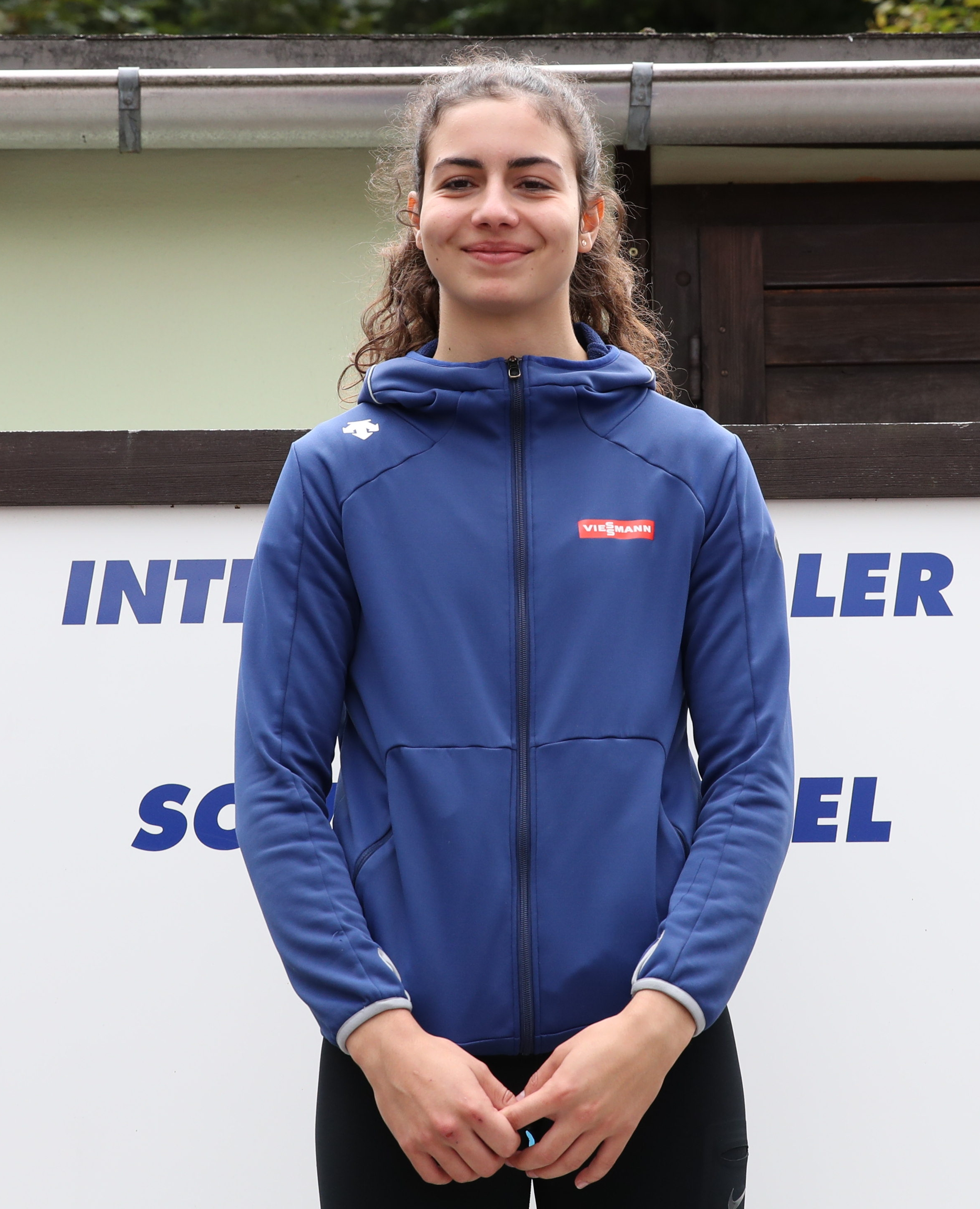
Jessica Degenhardt
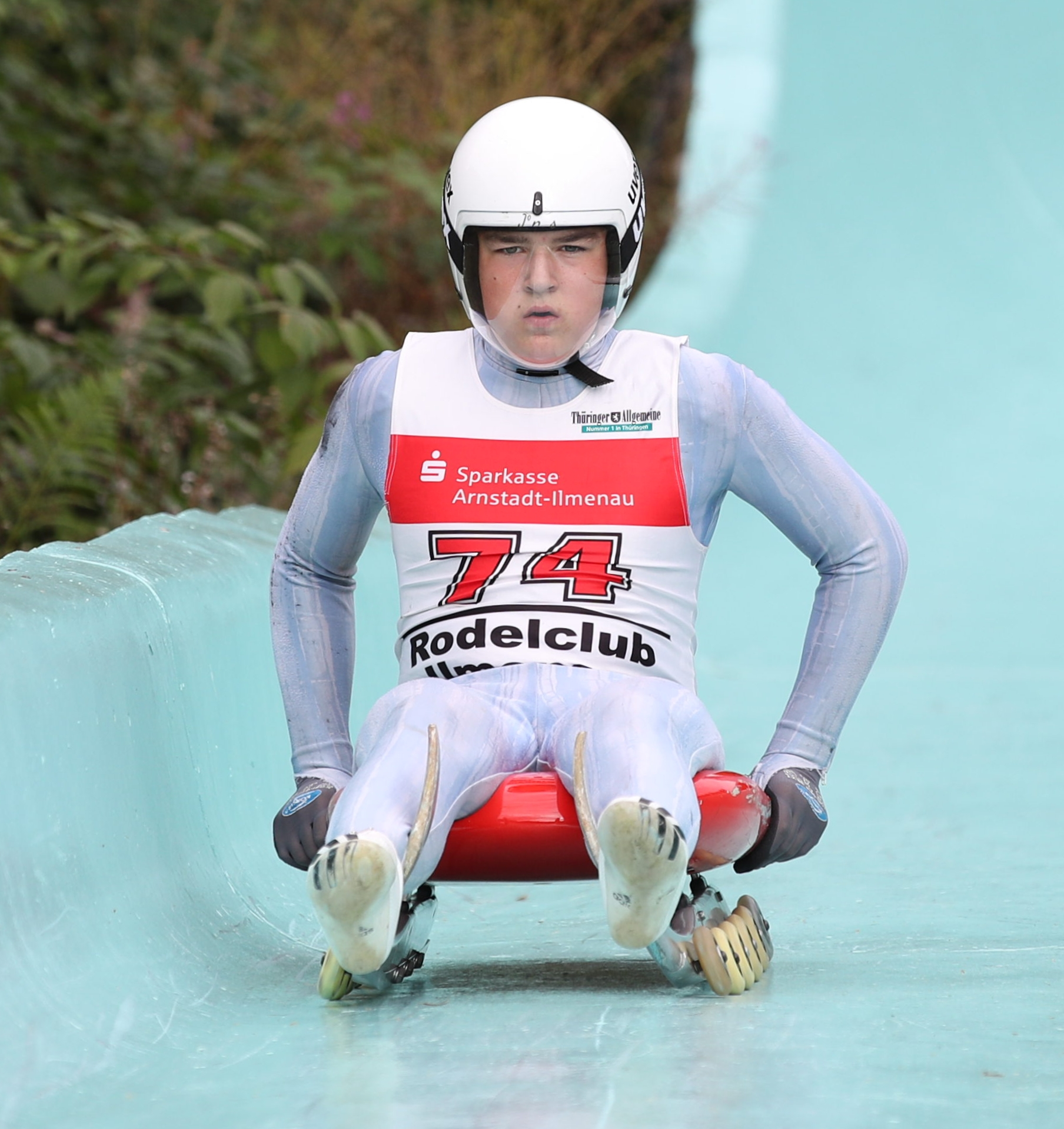
Jonas Zander
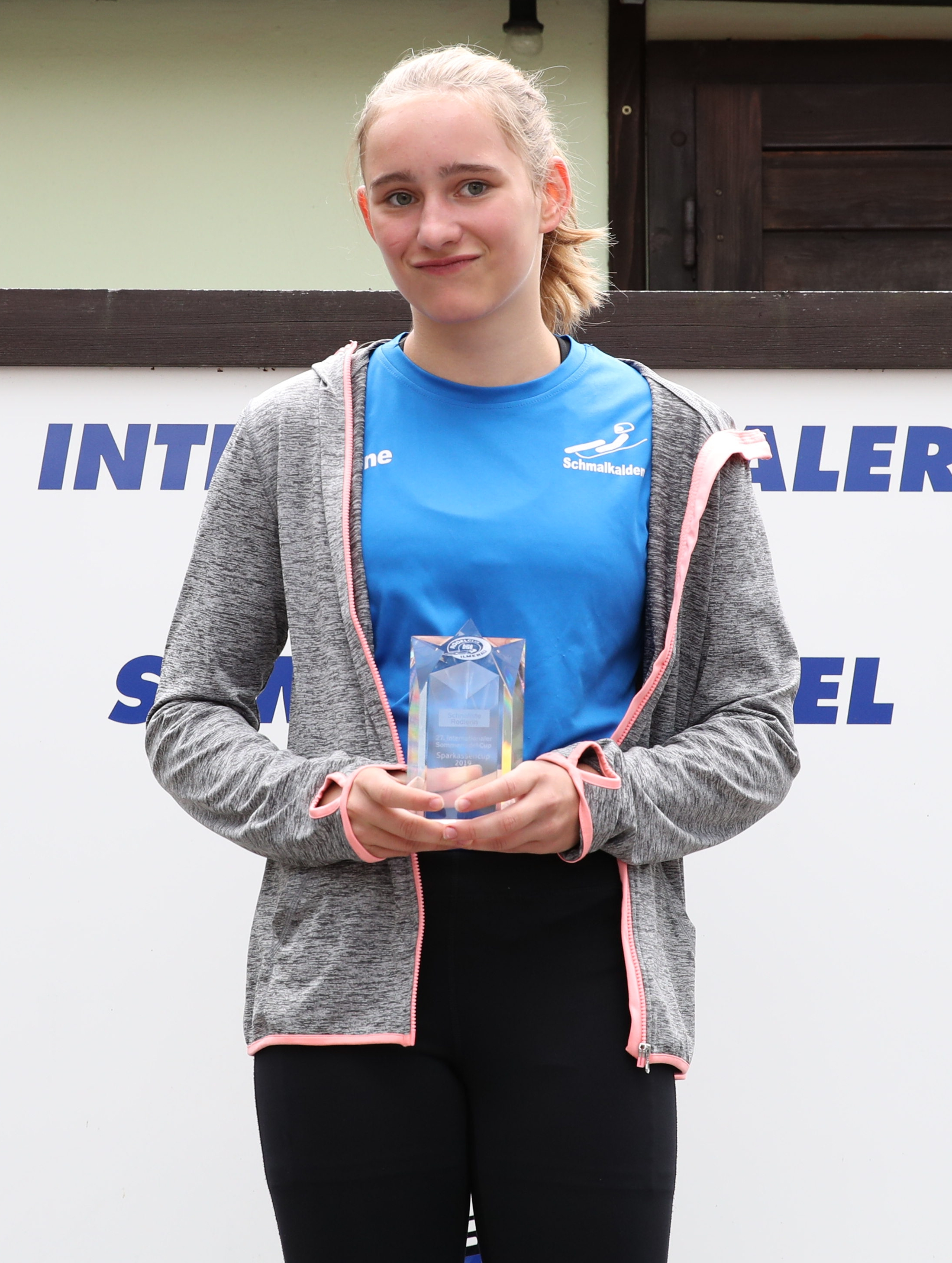
Pauline Patz